# Paweł Oleksy
Paweł Oleksy (ur. 1 kwietnia 1991 w Kamiennej Górze) – polski piłkarz występujący na pozycji obrońcy.

## Kariera
Oleksy rozpoczynał karierę w juniorskiej sekcji Skalnika Czarny Bór. Następnie występował w młodzieżowej drużynie Zagłębia / Górnika Wałbrzych i Zagłębia Lubin.
Od 2007 roku Oleksy broni barw Zagłębia. W pierwszym zespole zagrał tylko jeden mecz – przeciwko Stali Stalowa Wola na poziomie I ligi. Po awansie „Miedziowych” do Ekstraklasy został wypożyczony do Chrobrego Głogów, rozgrywając w nim 8 spotkań. W 2011 roku ponownie trafił na wypożyczenie, tym razem do KS-u Polkowice. Jeszcze w połowie tego roku został wypożyczony na okres całego sezonu do Zawiszy Bydgoszcz. Rozegrał łącznie 29 meczów, zdobywając trzy bramki.
Przed sezonem 2012/13 Oleksy przeniósł się do Piasta Gliwice, zostając podstawowym bocznym obrońcą drużyny ze Śląska.